# Тортиља чипс
Тортиља чипс је грицкалица направљена од кукурузне тортиље, која се сече на троуглове, а затим пржи или пече (алтернативно, могу бити дискови пресовани од кукурузне масе, а затим пржени или печени). Кукурузне тортиље се праве од никстамализованог кукуруза, биљног уља, соли и воде. Иако су се први пут масовно производили комерцијално у Лос Анђелесу крајем 40-их,  тортиља чипс је настао из мексичке кухиње, где су слични производи били добро познати, као што су тотопо и тостада. 
Иако се обично праве од жутог кукуруза, могу бити и од белог, плавог или чак црвеног кукуруза. Тортиља чипс намењен за умакање је обично само благо посољен, док други могу бити зачињени разним укусима. Тортиља чипс се може послужити као украс за супе или јела попут чили кон карнеа.

## Текс-мекс и мексичка кухиња
Тортиља чипс је популарно предјело у текс-мекс и мексичким ресторанима у САД и свету. Њихова популарност ван Калифорније је доживела стални пораст крајем 70-их када су почели да се такмиче са кукурузним чипсом, омиљеним чипсом за умакање током прве три четвртине 20. века. Тортиља чипс се обично служи са умаком, као што су салса, чили кон кесо или гвакамоле. Када се не служи са умаком, чипс се често зачињава биљем и зачинима. Иако су сада доступни широм света, Сједињене Америчке Државе су једно од главних тржишта за тортиља чипс.
Разрађеније јело које користи тортиља чипс је наћос. Настао је у малом мексичком граду Пиједрас Неграс 1943., а изумео га је угоститељ Игнасио 'Наћо' Анаја.  Наћос је тортиља чипс који се служи са отопљеним или ренданим сиром, мада се често додају или замењују другим додацима, као што су месо, салса (као што је пико де гаљо), препржени пасуљ, гвакамоле, павлака, сецкани лук, маслине и киселе халапењо папричице. Разрађенији наћос се често пече кратко време како би се тортиље загрејале и отопио рендани сир.